# Estación de Marvão-Beirã
La Estación Ferroviaria de Marvão-Beirã, igualmente conocida como Estación de Marvão-Beirã, es una plataforma ferroviaria del Ramal de Cáceres, que sirve a la parroquia de Beirã, en el municipio de Marvão, en Portugal.

## Descripción

### Localización
La estación se encuentra en la localidad de Beirã, junto a la travesía de la Alfândega.

### Vías de circulación y plataformas
En enero de 2011, tenía dos vías de circulación, ambas con 415 metros de longitud, y dos plataformas, que presentaban ambas 98 metros de extensión, y 25 centímetros de altura.

## Historia

### Inauguración y expansión
El Ramal de Cáceres comenzó a ser construido el 15 de julio de 1878, por la Compañía Real de los Caminhos de Ferro Portugueses; la apertura al servicio se produjo el 15 de octubre del año siguiente, pero la apertura oficial solo se realizó el 6 de junio de 1880.
En 1926, esta estación fue objetivo de grandes obras de expansión, siendo el antiguo edificio totalmente modificado; se aumentó así mismo el espacio disponible para la delegación aduanera, los servicios, y los alojamientos para el personal, y se construyó un anexo con un restaurante, y cuatro cuartos para los pasajeros, con lavabos individuales.
Esta plataforma fue servida por el TER Lisboa Expresso, que unió, entre 1967 y 1989, las ciudades de Lisboa y Madrid El Lusitânia Comboi Hotel, que circula desde 1995, también pasa por esta estación.

### SigloXXI
La operadora Comboios de Portugal suprimió todos los convoyes Regionales en el Ramal de Cáceres el 1 de febrero de 2011, quedándose esta estación apenas con los servicios del Lusitânia Comboi Hotel; no obstante, en octubre, el gobierno anunció, la decisión de alterar el recorrido de estos convoyes a la Línea de la Beira Alta para el final del mismo año, y así, proceder a la total desactivación del Ramal de Cáceres, en el ámbito del Plan Estratégico de Transportes.